# Gäddtjärnen (Boda socken, Dalarna, 676798-146643)
Gäddtjärnen är en sjö i Rättviks kommun i Dalarna och ingår i Dalälvens huvudavrinningsområde.